# Iris (1987)
Iris is een Nederlandse film uit 1987 van Mady Saks met in de hoofdrollen Monique van de Ven en Titus Tiel Groenestege.
Het scenario van de film is gebaseerd op een krantenbericht over een dierenarts die een verkrachter castreerde. Iris was zeer succesvol in de bioscoop en maakte later met diverse andere Nederlandse films een tour door Amerika en Canada, om de Nederlandse film te promoten. Iris kreeg goede recensies van de critici aldaar.
In 1992 zond de TROS een zevendelige televisieserie uit onder de titel Iris, een vervolg op de film.

## Verhaal
Iris zit vastgeroest in haar relatie met de nogal dominante Paul. Maar als ze op een dag een vacature van een veearts met pensioen onder ogen krijgt, weet ze zeker dat ze voor deze baan wil gaan, omdat ze jarenlang voor het vak geleerd heeft. Ze meldt zich in Friesland om daar de praktijk over te nemen. Al snel bemerkt ze dat ze in alles wordt tegengewerkt door de plaatselijke bevolking; jaloers en argwanend als ze zijn proberen ze in alles haar het werken onmogelijk te maken. Vooral de oude boer Versteeg die er zijn eigen gedachten op nahoudt over de plaats van de vrouw in de samenleving. Dan wordt Iris ook nog gestalkt door een onbekende, deze verkracht haar uiteindelijk. Dan weet Iris de stalker te pakken en doet iets met hem, wat hem nog lang pijn zal doen.

## Rolverdeling
| Acteur                 | Personage      |
| ---------------------- | -------------- |
| Monique van de Ven     | Iris           |
| Johnny Kraaykamp sr.   | Versteeg       |
| Roger Van Hool         | Paul           |
| Titus Tiel Groenestege | Frank          |
| Tom Jansen             | Hagenbeek      |
| Elsje Scherjon         | Nellie         |
| Marja Habraken         | Martha         |
| Hiske van der Linden   | Eva            |
| Ingeborg Loedeman      | Anna           |
| Tabe Bas               | cafébaas       |
| Ad Noyons              | boer Houtstra  |
| Catrien Wolthuyzen     | mevr. Houtstra |
| Harry van Rijthoven    | Bert Houtstra  |
| Cas Baas               | oude boer      |
| Paul Kooy              | boer Van Dam   |
| Frouke Fokkema         | mevr. Van Dam  |
| Gerard Borkus          | jonge boer     |
| Freark Smink           | dokter         |
| Klaasje Postma         | doktersvrouw   |

## Achtergrond
Regisseur Mady Saks las een krantenbericht over een dierenarts die haar verkrachter castreerde als uitgangspunt voor de film. Saks, die in de jaren zeventig en tachtig van de twintigste eeuw actief was in de vrouwenbeweging, zag hier een film in en liet Felix Thijssen een scenario schrijven. Monique van de Ven, die de rol van Iris op zich nam, liep een tijdje mee met veeartsen om zich in te kunnen leven in de rol. Bij de opnames waarbij het personage Iris een kalf ter wereld brengt, deed dierenkliniek Vrieselaar uit Lemmer de veterinaire begeleiding van Van de Ven. Aanvankelijk dacht men met een eenvoudige geboorte van doen te hebben, maar al snel bleek dat het kalf groter was dan gedacht. Hierdoor moest meer trekkracht worden uitgeoefend om het kalf te halen. Ten slotte had men drie man nodig in plaats van twee. In de film worden 'verlostouwtjes' gebruikt, die voor de acteurs makkelijker te hanteren waren dan de roestvrijstalen verloskettinkjes die veeartsen gebruiken, dit laatste uit hygiënische overwegingen. Het kalf uit de film kwam gezond ter wereld en groeide op tot een volwassen koe. In de film speelt de Vlaamse acteur Roger Van Hool de rol van de vriend van het personage Iris. Zijn stem werd nagesynchroniseerd door de Nederlandse acteur Hein Boele.

## Prijzen
- Seattle international film festival 1987- Monique van de Ven onderscheiden als 'best actress'
- Alcan prize (World film festival Montreal 1988).